# Mohamed Horani
 (juin 2009).
Si vous disposez d'ouvrages ou d'articles de référence ou si vous connaissez des sites web de qualité traitant du thème abordé ici, merci de compléter l'article en donnant les références utiles à sa vérifiabilité et en les liant à la section « Notes et références ».
Mohamed Horani, né en 1953 au quartier Derb Fokkara à Casablanca, est un homme d'affaires marocain. Il est président directeur général de  Hightech Payment Systems (HPS). Il a été à la tête de la Confédération générale des entreprises du Maroc (CGEM).

## Biographie
En 1971, il obtient son baccalauréat en sciences mathématiques au Lycée Moulay Abdellah de Casablanca.
En 1974, il sort diplômé de l'Institut national de statistique et d'économie appliquée (INSEA). Il intègre la même année le ministère du Plan comme statisticien.
En 1976, il obtient un certificat d'International Business Machines Corporation (IBM). Il intègre la Sacotec, filiale de l'Omnium nord africain (ONA). Il en devient directeur général en 1977.
En 1982,  il intègre Bull Maroc comme chef de département réseaux et gros systèmes en plus des terminaux des agences bancaires.
En 1984, repéré par Abdelhak Andaloussi lors d'un séminaire organisé par Bull Maroc. Il devient directeur général de la Société Maghrébine de Monétique (S2M).
En 1995, il fonde son entreprise Hightech Payment Systems (HPS).
En 2006, il reçoit le Prix du meilleur investisseur arabe dans la région Mena.
En 2008, il est élu à la tête de l'Association des Professionnels de Technologies de l'Information (APEBI).
En 2009, il est élu à la tête de la Confédération générale des entreprises du Maroc où il était candidat unique avec comme vice-président Mohamed Tamer.